# Тихоліз Юрій Павлович
Юрій Павлович Тихоліз (1 січня 1990, с. Дарахів Тернопільського району Тернопільської области — 2022, Київська область) — український військовослужбовець, старший солдат Збройних сил України, учасник російсько-української війни.

## Життєпис
Юрій Тихоліз народився 1 січня 1990 року в селі Дарахові, нині Теребовлянської громади Тернопільського району Тернопільської области України.
Навчався у Теребовлянській загальноосвітній школі № 2 та гімназії (2007, золота медаль). Закінчив Тернопільський національний економічний університет. Працював бухгалтером в Теребовлянській гімназії (2012—2014), оператором відділення обліку мобілізаційної роботи шостого відділу Тернопільського РТЦК СП (2014—2022).
У 2017 році підписав контракт із Збройними силами України та продовжив працювати в Теребовлянському військкоматі.
З початком повномасштабного російського вторгнення був у складі 14-ї окремої механізованої бригади. Загинув 2022 року у бою з російськими окупантами на Київщині.

## Нагороди
- орден «За мужність» III ступеня (2022, посмертно) — за особисту мужність і самовіддані дії, виявлені у захисті державного суверенітету та територіальної цілісності України, вірність військовій присязі[1];
- почесний громадянин Тернопільської области (2025, посмертно)[2].